# 川本邦衛
川本 邦衛（かわもと くにえ、1929年11月22日-2017年4月25日）は、日本のベトナム学者。
東京出身。東京外国語大学中国語科卒、1958年慶應義塾大学大学院修了。慶應義塾大学言語文化研究所助教授、71年教授、90年同言語文化研究所長。94年定年、名誉教授、杏林大学教授。

## 著書
- 『ベトナムの詩と歴史』文芸春秋 1967
- 『ホー・チ・ミンの詩と日記』朝日新聞社 1970

### 共編著
- 『東南アジアにおける中国のイメージと影響力』松本三郎共編著 大修館書店 1991
- 『ベトナムと北朝鮮 岐路に立つ二つの国』松本三郎共編著 大修館書店 1995
- 『詳解ベトナム語辞典』編 大修館書店 2011

### 翻訳
- 潘佩珠『ヴェトナム亡国史 他』長岡新次郎共編 平凡社東洋文庫 1966
- 『南ベトナム政治犯の証言』編 岩波新書 1974
- グエン・ドック・トアン『不屈』新日本出版社 1976
- 『世界短編名作選 東南アジア編』松山納共編集 新日本出版社 1981

## 論文
- <川本邦衛